# Robert Scholl
Robert Scholl, né le 13 avril 1891 à Mainhardt et mort le 25 octobre 1973 à Stuttgart, est un homme politique allemand, wurtembergeois et libéral.

## Biographie

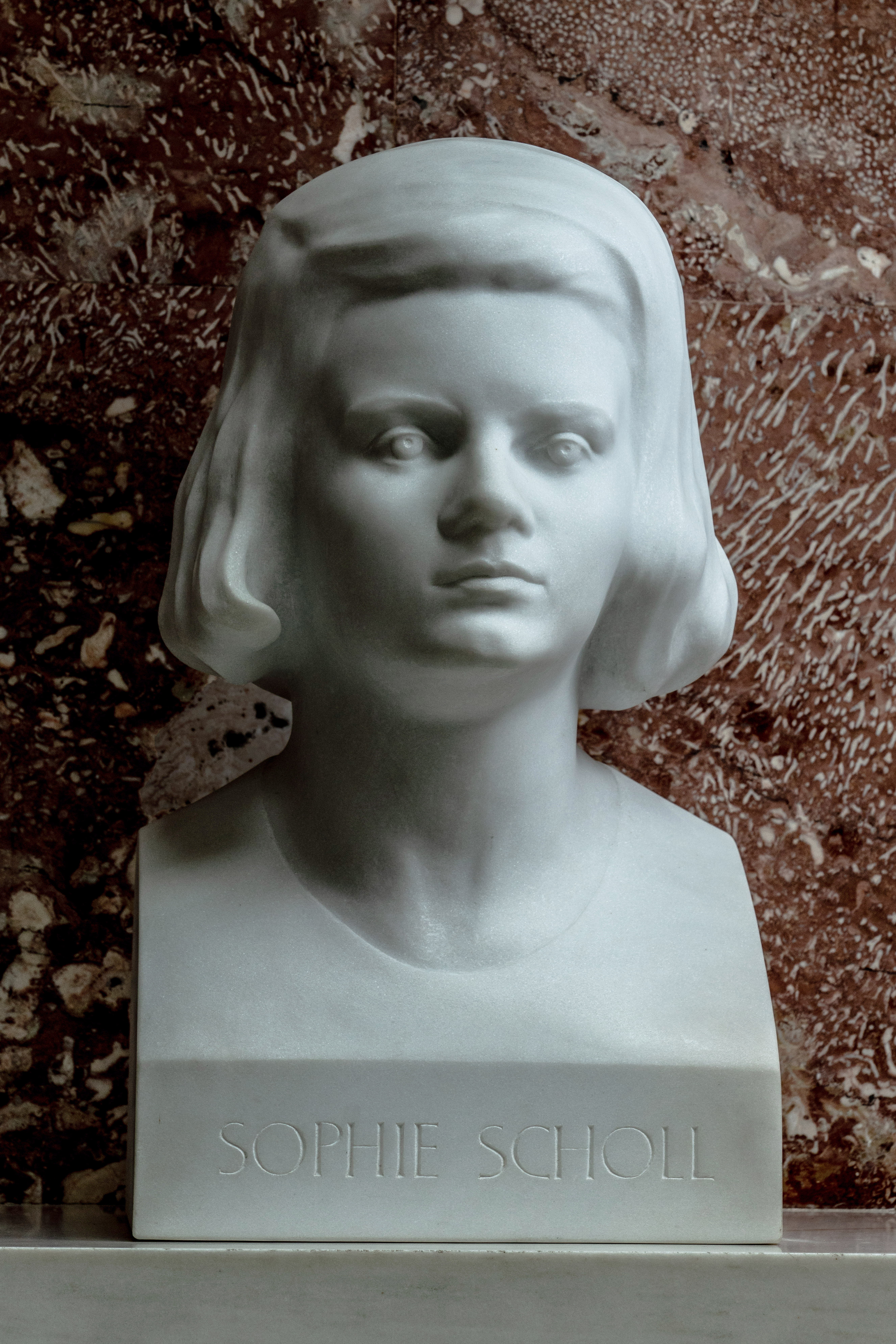
Sa fille Sophie, exécutée en 1943 à Munich.

Il est deux fois emprisonné pendant la guerre pour activités et propos anti-Hitler, d’abord 4 mois puis 18 mois.
Il est le père de Hans, Inge et Sophie Scholl, trois membres de La Rose blanche, un groupe de résistance allemand aux Nazis.
Il fut le maire de Ulm (Bavière) de 1945 à 1948.